# گووخوف گورنه
گووخوف گورنه (به لاتین: Głuchów Górny) یک روستا در لهستان است که در گمینا تژبنگتسا واقع شده‌است.
 گووخوف گورنه  ۲۱۰ نفر جمعیت دارد.